# La teoria della comunicazione nei sistemi crittografici
Communication Theory of Secrecy Systems (traducibile come La teoria della comunicazione nei sistemi crittografici) è un articolo pubblicato da Claude Shannon nel 1949. In esso l'autore affronta il tema della crittologia dal punto di vista della teoria dell'informazione. È universalmente riconosciuto come uno dei testi fondativi della moderna crittologia. Nel suo saggio Shannon dimostra matematicamente l'inviolabilità dell'algoritmo one-time pad, e anzi dimostra che è l'unico metodo crittografico totalmente sicuro.
Shannon pubblicò una prima versione del lavoro in un documento intitolato Una teoria matematica della crittografia, Memorandum MM 45-110-02, Sept. 1, 1945, Bell Laboratories.  Il report precede la pubblicazione del lavoro "A Mathematical Theory of Communication" del 1948.